# Domènec Boada i Piera
Domènec Boada i Piera (Barcelona, 1866 – 28 de gener de 1947) fou un arquitecte català.
Fill de Josep Boadas Colominas i Teresa Piera Mariné, es titulà el 1893 a l'Escola d'Arquitectura de Barcelona. Va desenvolupar un estil eclèctic a les seves primeres obres per evolucionar cap a un modernisme moderat.

## Obra

### Barcelona
| Any  | Nom                   | Ubicació               | Descripció | Estat        | Foto                 |
| ---- | --------------------- | ---------------------- | --- | ------------ | -------------------- |
| 1899 | casa Piera Martí      | c/ Bailen, 117         | Edifici de marcat estil eclèctic. | Correcte     | Casa Piera Martí     |
| 1900 | casa Joaquim Cairó    | c/ Aribau 149 bis      | Edifici entre mitgeres dels anys 1900-1901obra del mateix arquitecte que, poc abans, havia projectat l'edifici veí, que fa xamfrà al carrer Aribau 149 i en un estil molt semblant. La façana, emmarcada entre pilastres i decorada amb esgrafiats, es veu dominada per la doble tribuna de ferro i vidres emplomats que abraça la part central dels dos primers pisos. | Correcte     | casa Joaquim Cairó   |
| 1901 | casa Antònia Pagés    | c/ Bailén, 94          | | Desapareguda |                      |
| 1902 | casa Manuel Raventós  | Rbla. del Prat, 13-15  | Amb profusa ornamentació del gust de l'època: rajoletes, relleus, guixos, esgrafiats, pintures, vitralls, vidres gravats, metalls...l'arquitecte Domènec Boada dissenyà una façana comú per a dues finques diferents, de manera que només hom troba la simetria en la percepció conjunta. Comparteixen el celobert però les seves entrades són diferents. És en aquests on es concentren els elements més emfàtics, ja que l'existència de la mitgera entre les dues finques tendeix a buidar l'eix de simetria. Al principal, dos nivells de tribunes de vidre i ferro se superposen en els eixos de les entrades, essent balcons la resta de les obertures, distribuïdes regularment pels cinc pisos. Cal assenyalar també la presència d'un jardí posterior amb interessant vegetació i ornamentada tanca al carrer. | Correcte     | casa Manuel Raventós |
| 1902 | casa Jacinto Cardús   | c/ Tapioles, 29        | Edifici de planta baixa i cinc plantes amb coberta plana. Té dos habitatges amb balcó corregut a la planta pis i a la cinquena. Cal destacar el parament esgrafiat, bicolor, mangra i verd, amb motius vegetals de llenguatge modernista. La resta de l'edifici està projectada dins d'una estètica eclèctica, amb els brancals, llindes i mènsules de decoració molt densa i amb cornisa correguda a totes les plantes. L'edifici es corona amb una cornisa potent recolzada sobre sis mènsules i dues columnes adossades als extrems, de disseny similar a algunes ja vistes al Poble Sec (Margarit, número 30 i 34). | Regular      |                      |
| 1903 | casa Consegal         | c/ Galileu, 134        | Edifici d'habitatges de planta baixa més quatre plantes pis. L'edifici destaca per la balconada del principal, el potent ràfec i la decoració de la façana amb un enorme esgrafiat, realitzat dintre d'un rectangle vertical, en què es representa la figura mitològica de Minerva. | Correcte     |                      |
| 1903 | casa Francesc Cairó   | c/ Girona 132          | Edifici de marcat estil eclèctic. | Correcte     | casa Francesc Cairó  |
| 1904 | casa Joan Matas       | c/ Francesc Giner, 32  | Edifici d'habitatges originalment de planta baixa i pis, i ampliat segons projecte del 1904 amb tres plantes més, moment en què, sens dubte, s'afegí la profusa ornamentació modernista: mènsules, columnes i coronament que el converteixen en la peça més significativa d'aquest carrer. La façana té una distribució basada en tres obertures encolumnades i unides mitjançant un balcó corregut. Emmarca verticalment la façana dues columnes adossades de factura salomònica i dissenys vegetals. El parament de façana és d'estuc imitant carreus buixardats. | Correcte     |                      |
| 1904 | casa Antònia Barba    | c/ Bailen, 134         | Edifici de marcat estil modernista. | Correcte     | casa Antònia Barba   |
| 1904 | casa Francisco Cairó  | rambla de Prat, 4-10   | Quatre edificis de marcat estil modernista amb dos models distributius: els números 4 i 10, amb sis metres de façana i un sol habitatge per replà, i els números 6 i 8, de dotze metres i dos habitatges. Estan resolts amb una façana unitària que mostra entresòl i cinc plantes pis (excepte al número 10, amb botiga). Els dos edificis centrals tenen un clar eix de simetria remarcat per la porta d'accés i el coronament ondulant amb exuberant decoració. La decoració es concreta amb motius inspirats en un modernisme abarrocat. La façana està en general ben conservada, així com els ornamentals vestíbuls de les diferents escales. | Correcte     | casa Francisco Cairó |
| 1906 | casa Cairó — R. Sala— | c/ Enric Granados, 106 | Edificació de planta baixa i cinc plantes amb una façana resolta amb un modernisme abarrocat. De la façana sobresurten una gran tribuna central, que abarca els pisos principal i primer i, flanquejant-la, diferents balcons amb una interessant planta trilobada que representen una interessant solució formal. També destaca el complicat coronament que configura la barana del terrat. El vestíbul amb un arrambador de rajoleta i, especialment, la secció de la volta, en forma de ferradura. Aquesta forma queda reflectida a la façana envoltant la porta principal. També destaquen els vitralls de la tribuna. | Correcte     | casa Cairó —R. Sala— |
| 1908 | casa Piera Martí      | c/ Bailen, 114         | Edifici de marcat estil eclèctic. | Correcte     | casa Piera Martí     |
| 1908 | casa Pau Martí        | c/Corsega, 271         | Edifici de marcat estil modernista convencional de Boada, palès sobretot en els elements ornamentals i en detalls a la moda, com la sinuositat de les llosanes i del coronament. | Correcte     | casa Pau Martí       |
| 1908 | casa Antoni Piera     | c/Corsega, 239         | Edifici entre mitgeres dels anys 1900-1901obra del mateix arquitecte que, poc abans, havia projectat l'edifici veí, que fa xamfrà al carrer Aribau 149 i en un estil molt semblant. La façana, emmarcada entre pilastres i decorada amb esgrafiats, es veu dominada per la doble tribuna de ferro i vidres emplomats que abraça la part central dels dos primers pisos. | Correcte     | casa Antoni Piera    |

### Terrassa
| Any  | Nom                   | Ubicació                 | Descripció | Estat    | Foto                  |
| ---- | --------------------- | ------------------------ | --- | -------- | --------------------- |
| 1911 | casa Francisca Masana | c/ Sant Leopold, núm. 29 | Edifici de planta baixa i dos pisos amb 4 habitatges. D'estil modernista, presenta uns esgrafiats florals a la façana. | Regular  | casa Francisca Masana |
| 1907 | casa d'habitatges     | c/ Garcilaso, 203        | | Correcte |                       |
| 1912 | casa Pere Romaní      | c/ Nord, 81              | Casa unifamiliar de planta i pis d'estil modernista amb un encapçalament de grans dimensions i decoració floral.       | Correcte | casa Pere Romaní      |